# Беглец (фильм, 1993)
«Беглец» (англ. The Fugitive) — американский кинофильм, детективный триллер Эндрю Дэвиса. Сценарий фильма создан по мотивам популярного в США в 1960-е годы телевизионного сериала. В 1998 году по мотивам фильма был снят спин-офф «Служители закона».
Премия «Оскар» и премия «Золотой глобус».

## Сюжет
Хирурга Ричарда Кимбла обвиняют в убийстве жены и приговаривают к смертной казни. Он утверждает, что застал дома бандита, который и убил его жену, но ему никто не верит. Во время перевозки заключённых в тюрьму штата Иллинойс один из них нападает на охранника тюремного автобуса. Автобус вылетает за ограждение и падает на железнодорожные пути. Рискуя жизнью, Кимбл вытаскивает охранника из автобуса и совершает побег. Он проникает в больницу, крадёт вещи одного из больных и уезжает на машине скорой помощи. На место катастрофы прибывает отряд маршалов во главе с Сэмюэлом Джерардом. Джерард настигает Кимбла, но тот прыгает в водопад плотины.
Странное, на первый взгляд, поведение беглеца наталкивает Джерарда на мысль, что Кимбл невиновен и хочет это доказать. Постепенно Джерард выясняет, что Кимбл, убегая от маршалов, параллельно ведёт собственное расследование, пытаясь узнать имя и мотивы загадочного однорукого убийцы. Вернувшись в Чикаго, Кимбл попадает в больницу, при которой работает мастерская протезирования, и, выдавая себя за уборщика, проникает в базу данных мастерской и вычисляет убийцу — это некий Фредерик Сайкс, потерявший руку во время службы в полиции. Вломившись в квартиру Сайкса, Кимбл узнаёт, что тот работал на некоего Алека Лэнса, патолога из больницы «Чикаго Мемориал» (в которой когда-то работал и сам Ричард) и партнёра компании «Девлин-Макгрегор», лоббировавшей скорейший запуск в производство нового, революционного, препарата РДУ-90 (Провазик), который очищает кровеносные сосуды от тромбов и холестериновых отложений. Кимбл был одним из специалистов, привлечённых к исследованию нового препарата, и выяснил, что Провазик имеет один серьёзный побочный эффект: он очень быстро разрушал печень пациентов. Преступники, узнав о поисках Кимбла, заказали его убийство Сайксу, однако Кимбла вызвали на срочную операцию, и жертвой стала его жена.
Сайкс убивает патрульного, полиция думает, что убийство совершил Кимбл, начинается всеобщая охота за ним. Кимбл разоружает Сайкса и оставляет его прикованным наручниками за руку в вагоне метро. Кимбл проникает на собрание Международного общества кардиологов и разоблачает своего бывшего коллегу, доктора Николса, подделавшего результаты тестирования РДУ-90. Николс уходит, и Кимбл преследует его. Пытаясь спастись и подставить Кимбла, Николс разбивает голову полицейскому, а потом стреляет в Джерарда, но Кимбл выбивает у него пистолет и разоружает злодея. Джерард препровожает арестованного Кимбла в машину и там снимает с него наручники, поверив в его невиновность.

## В ролях
| Актёр             | Роль                    |
| ----------------- | ----------------------- |
| Харрисон Форд     | Ричард Кимбл            |
| Томми Ли Джонс    | Сэмюэл Джерард          |
| Андреас Катсулас  | Фредерик Сайкс          |
| Йерун Краббе      | доктор Чарльз Николс    |
| Дэниел Робук      | агент Роберт Биггс      |
| Л. Скотт Колдуэлл | агент Пул               |
| Джулианна Мур     | доктор Энн Истмен       |
| Нил Флинн         | полицейский             |
| Джо Пантолиано    | агент Космо Ренфро      |
| Том Вуд           | агент Ньюман («Малыш»)  |
| Сила Уорд         | Хелен Кимбл             |
| Ник Сирси         | шериф Роулинс           |
| Рон Дин           | детектив Келли          |
| Дэвид Паскуэзи    | диктор новостей         |
| Дик Кьюсак        | прокурор Вальтер Гутери |
| Энди Романо       | судья Беннетт           |
| Ричард Рили       | старый охранник         |

## Награды и номинации
- 1994 — премия «Оскар» за лучшую мужскую роль второго плана (Томми Ли Джонс), а также шесть номинаций: лучший фильм (Арнольд Копельсон), лучшая музыка к фильму (Джеймс Ньютон Ховард), лучшая операторская работа (Майкл Чэпмен), лучший монтаж (Деннис Вирклер, Дэвид Финфер, Дин Гудхилл, Дон Брошу, Ричард Норд, Дов Хениг), лучший звук (Дональд О. Митчелл, Майкл Хербик, Фрэнк Монтаньо, Скотт Д. Смит), лучший монтаж звука (Джон Левек, Брюс Стэмблер)
- 1994 — премия «Золотой глобус» за лучшую мужскую роль второго плана (Томми Ли Джонс), а также две номинации: лучший режиссёр (Эндрю Дэвис), лучшая мужская роль — драма (Харрисон Форд)
- 1994 — премия BAFTA за лучший звук (Джон Левек, Брюс Стамблер, Бекки Салливан, Скотт Д. Смит, Дональд О. Митчелл, Майкл Хербик, Фрэнк Монтаньо), а также три номинации: лучшая мужская роль второго плана (Томми Ли Джонс), лучший монтаж (Деннис Вирклер, Дэвид Финфер, Дин Гудхилл, Дон Брошу, Ричард Норд, Дов Хениг), лучший визуальные эффекты (Уильям Меса, Рой Арбогаст)
- 1994 — номинация на премию Гильдии режиссёров США за лучшую режиссуру художественного фильма (Эндрю Дэвис)
- 1994 — номинация на премию Гильдии сценаристов США за лучший адаптированный сценарий (Джеб Стюарт, Дэвид Туи)
- 1994 — попадание в десятку самых кассовых фильмов года по версии ASCAP (Джеймс Ньютон Ховард)
- 1994 — две премии канала «MTV»: лучший экранный дуэт (Харрисон Форд и Томми Ли Джонс), самый зрелищный эпизод, а также две номинации: лучший фильм, лучшая мужская роль (Харрисон Форд)
- 1993 — премия ассоциации кинокритиков Лос-Анджелеса за лучшую мужскую роль второго плана (Томми Ли Джонс)

## Ремейк и сериал
В ноябре 2019 года стало известно, что студия, Warner Bros снимет ремейк фильма Беглец. Режиссёром выступит Альберт Хьюз (снявший фильм Альфа), сценарий напишет Брайан Тайкер Город порока.
Также  потоковый сервис Quibi запускает сериал по фильма Беглец. Главные роли сыграет Кифер Сазерленд и Бойд Холбрук.